# (2177) Oliver
(2177) Oliver es un asteroide perteneciente al cinturón de asteroides descubierto por Ingrid van Houten-Groeneveld, Cornelis Johannes van Houten y Tom Gehrels desde el observatorio del Monte Palomar, Estados Unidos, el 24 de septiembre de 1960.

## Designación y nombre
Oliver recibió inicialmente la designación de 6551 P-L.
Más tarde se nombró en honor del científico e inventor estadounidense Bernard M. Oliver (1916-1995).

## Características orbitales
Oliver está situado a una distancia media del Sol de 3,193 ua, pudiendo alejarse hasta 3,519 ua y acercarse hasta 2,867 ua. Su excentricidad es 0,1021 y la inclinación orbital 1,525°. Emplea en completar una órbita alrededor del Sol 2084 días.